# Бриж Теодозія Марківна

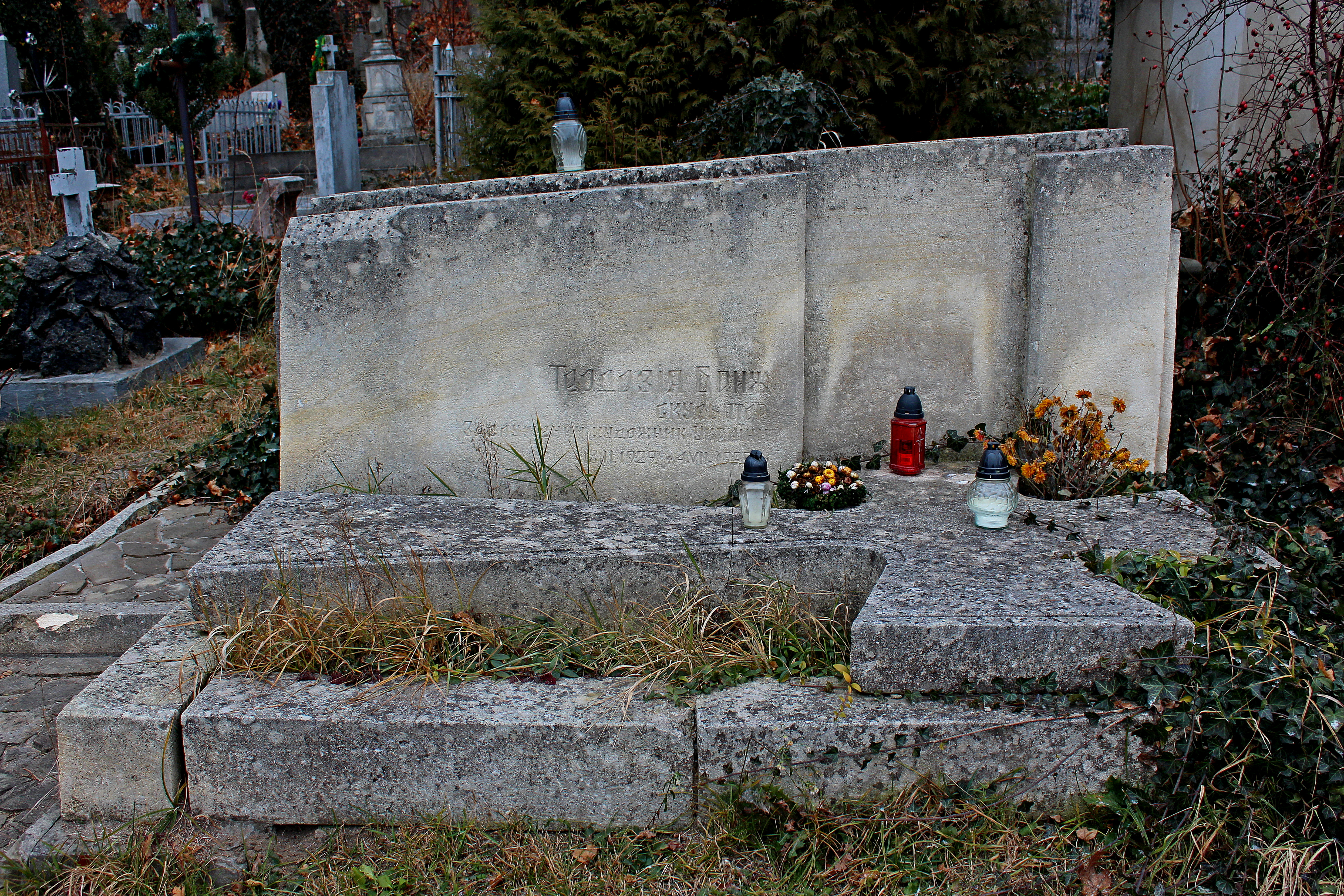
Могила Теодозії Бриж на 33 полі Личаківського цвинтаря у Львові

Теодо́зія Ма́рківна Бриж (18 лютого 1929, Бережниця — 4 липня 1999, Львів) — українська скульпторка. Заслужена художниця України (1997).

## Життєпис
Народилася в селі Бережниця, Сарненського повіту. Закінчила Сарненську гімназію. 1954 року закінчила Львівський інститут прикладного та декоративного мистецтва. Серед викладачів Іван Севера та Леопольд Левицький. Мешкала та працювала у Львові.
Теодозія Бриж створила понад двісті скульптур. Двадцять сім реалізовано в натурі. Це — пам'ятники, надгробки, меморіальні дошки, декоративно-паркові скульптури. Чимало мистецьких проєктів Бриж реалізувала з чоловіком Євгеном Безніском — монументалістом і графіком зі Львова. Пара оформила меморіальний цвинтар січових стрільців на горі Маківці, меморіальну каплицю жертвам НКВС у Золочівському замку, пам'ятник Данилові Галицькому та Васильку Романовичу, споруджений у Володимирі.
Окремої уваги заслуговує серія образів драми-феєрії Лесі Українки «Лісова пісня». Скульптурам Теодозії Бриж притаманні пластика, витонченість та легкість. Бриж однією з перших в Україні стала на шлях сучасного світового мистецтва у 1960-х роках.

## Роботи

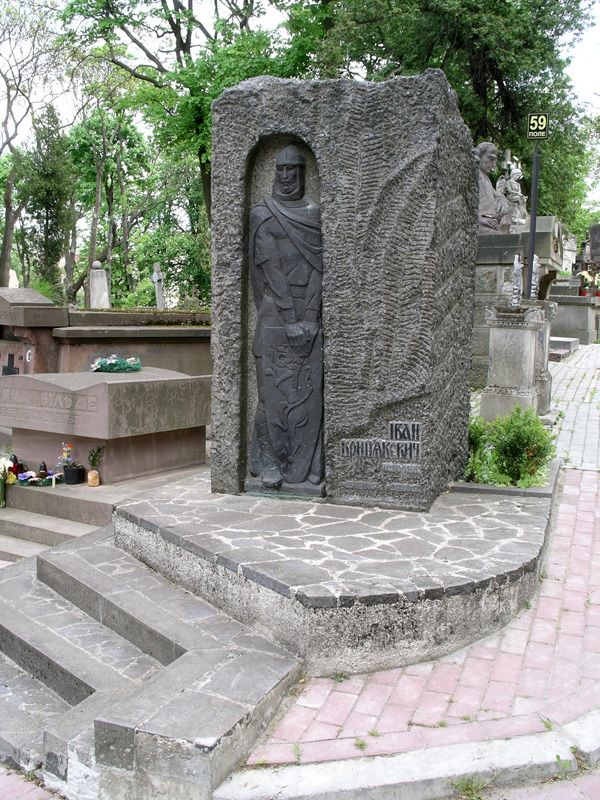
Пам'ятник Іванові Крип'якевичу

- «Княгиня Ольга» (1961, бронза, 50×28×12)[2].
- Портрет Ірини Вільде (1964, бронза, 30×30×43)[3].
- Меморіальний комплекс пам'яті жертв фашизму у Володимирі Співавтори скульптор Євген Дзиндра, архітектор Ярослав Назаркевич. Споруджений 1965 року[4] (є також версії про 1966[5] і 1967[6]). Реконструйований 1985 року[6]. На республіканській виставці 1980 року експонувалась фотографія пам'ятника[4], а на виставці львівських художників у Києві 1970 року — фотографія і карбований фрагмент під назвою «В'язень» (90×50)[5].
- «Дорога» за мотивами новели Василя Стефаника (1971, тонований гіпс, 67×50×53)[2].
- Пам'ятник радянським солдатам у селі Хоробрів (1975)[7].
- Портрет Юрія Великановича (1977, тонований гіпс, 125×64×57)[3].
- «Нопасаран!» (1977, тонований гіпс, 108×65×44)[8].
- Серія скульптур за мотивами «Лісової пісні» Лесі Українки[1]: «Мавка» (1978, тонований гіпс, 93×25×16, за іншими даними — не пізніше 1971[9]), «Той, що в скалі сидить» (1978, тонований гіпс, 96×36×25)[2], «Потерчата»[10], «Русалка і Той, що греблі рве»[11].
- Портрет члена Військової ради «Народної гвардії імені Івана Франка» М. Д. Березіна (тонований гіпс, 1979, 90×50×50)[12].
- Меморіальна таблиця Іванові Франку на вулиці Винниченка, 26 у Львові (1981, архітектор Людмила Романюк)[13].
- Пам'ятник Юрію Великановичу на вулиці Мишуги у Львові (1982, архітектор Лідія Лєсова)[14].
- «Члени „Народної гвардії імені Івана Франка“». 1982, тонований гіпс, 160×57×50[15].
- «Заслужений працівник культури УРСР Б. Г. Возницький». 1982, тонований гіпс, 110×70×38[15].
- «Ікар».
- Серія робіт на теми старослов'янської міфології («Бог війни», «Бог вогню»).
- Надгробні пам'ятники Соломії Крушельницькій, Іванові Крип'якевичу, Леопольдові Левицькому, Олексі Шатківському на Личаківському цвинтарі у Львові.
- Надгробний пам'ятник Богданові-Ігорю Антоничу на Янівському цвинтарі (1988—1989, скульптор Василь Каменщик)[16].
- Капличка-пам'ятник жертвам комуністичних репресій (1995, замковий парк у Золочеві; у співавторстві зі скульптором Василем Каменщиком, художниками — Євгеном та Яремою Безнісками)[17];
- Пам'ятники (Ю. Дрогобичу у Болоньї, у Дрогобичі[18], Т. Шевченку в селі Бережниця на Рівненщині).
- Пам'ятний знак актору Амвросію Бучмі біля собору святого Юра у Львові (проєкт 1986, споруджено 2005, скульптор Василь Каменщик).[19]

## Пам'ять
Похована на Личаківському цвинтарі, поле № 33 .
Нині в колишній майстерні, що на вулиці Мартовича, 5 у Львові, діє Меморіальний музей Теодозії Бриж. 
У Рівному є вулиця Теодозії Бриж.